# Liste der Bibelgesellschaften auf dem Gebiet der Nordkirche
Diese Liste der Bibelgesellschaften auf dem Gebiet der Nordkirche führt die Bibelgesellschaften auf, die nach dem Ende der Befreiungskriege im 19. Jahrhundert und der Überwindung zweier Diktaturen im 20. Jahrhundert (NS-Zeit und DDR) auf deutschem Boden zur Wiederbelebung des biblischen Erbes im Bereich der Bundesländer Hamburg, Schleswig-Holstein und Mecklenburg-Vorpommern auf dem jetzigen Gebiet der Evangelisch-Lutherischen Kirche in Norddeutschland (Nordkirche) entstanden sind. Die Bibelgesellschaften sorgten und sorgen für die Bibelverbreitung durch die Verteilung von Bibelausgaben, durch das Betreiben von Bibelzentren, Bibelgärten und Bibelmuseen. Zeitweilig wurden Bibeln oder Bibelteile gedruckt, bis der Bibeldruck in der Deutschen Bibelgesellschaft zentralisiert wurde. Gegenwärtig (Stand 2020) hat die Neue Hamburger Bibelgesellschaft den Druck von Bibelteilen (z. B. aus dem Buch der Psalmen) wieder aufgenommen.

## Historische Bibelgesellschaften
- Hamburg-Altonaische Bibelgesellschaft (1814–2003)
- Schweriner Bibelgesellschaft (01/1816)
- Bibelgesellschaft für Pommern und Rügen (01/1816)
- Lauenburg-Ratzeburgische Bibelgesellschaft (08/1816–2016)
- Rostocker Bibelgesellschaft (08/1816–1962)
- Greifswalder Bibelgesellschaft (11/1816)
- Mecklenburg-Strelitzsche Bibelgesellschaft (1817–1953)
- Neubrandenburger Bibelgesellschaft (1820)
- Wismarer Bibelgesellschaft (1826)
- Marihner Bibelgesellschaft (1851–1868)
- Ratteyer Bibelgesellschaft (1851)

## Zusammenschlüsse
- Mecklenburgische Bibelgesellschaft (1953–2013)
- Nordelbische Bibelgesellschaften (1980–2012)
- Pommersche Bibelgesellschaft (2004–2013)

## Aktive Bibelgesellschaften
- Lübecker Bibelgesellschaft (seit 1814)
- Schleswig-Holsteinische Bibelgesellschaft (seit 1815)
- Eutiner Bibelgesellschaft (seit 1816)
- Mecklenburgische und Pommersche Bibelgesellschaft (seit 2013)
- Neue Hamburger Bibelgesellschaft (seit 2020)[1]